# Caenurgina distincta
Caenurgina distincta là một loài bướm đêm trong họ Erebidae.

## Hình ảnh

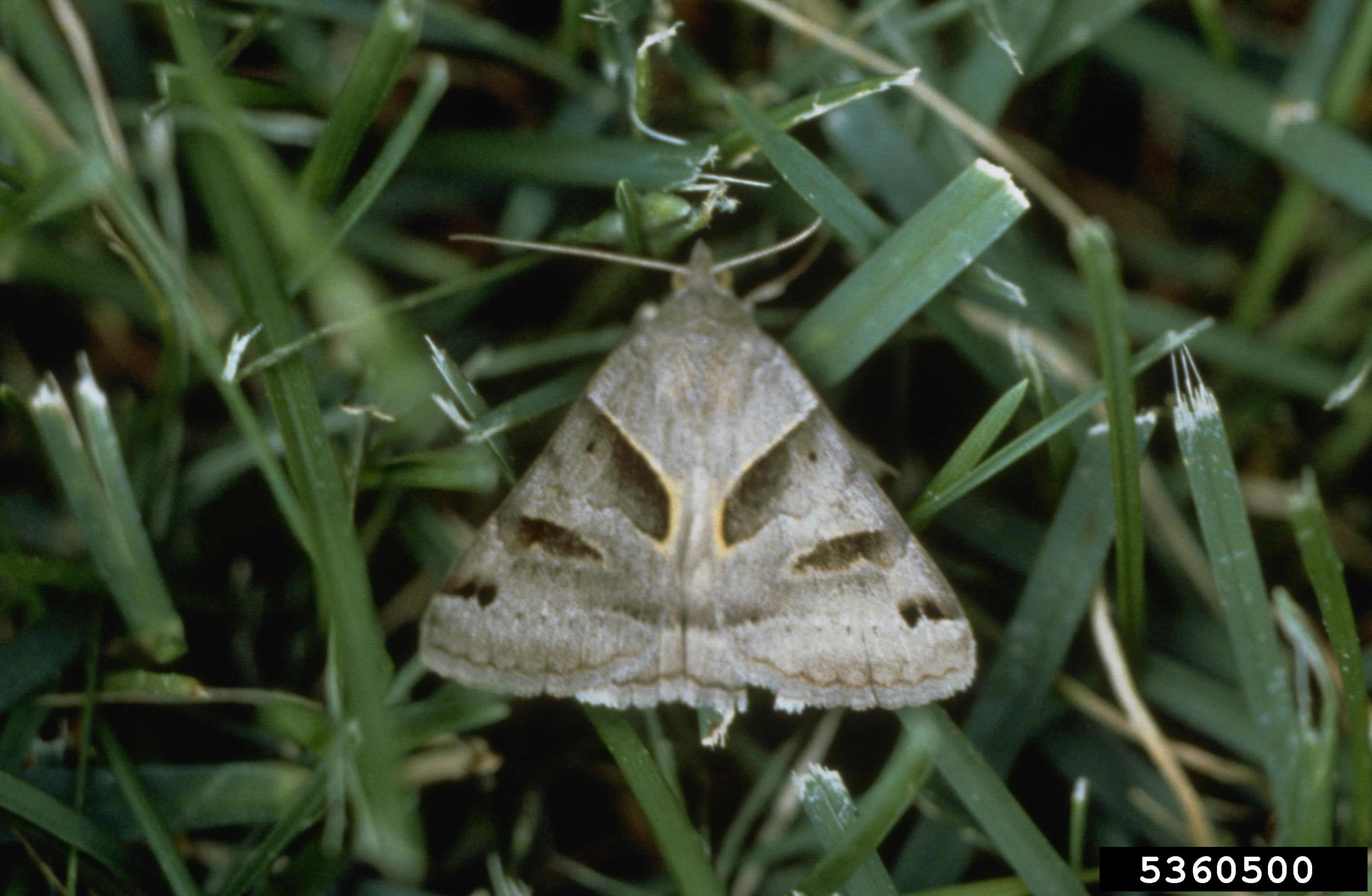